# Leptopternis vosseleri
Leptopternis vosseleri är en insektsart som beskrevs av Bolívar, I. 1914. Leptopternis vosseleri ingår i släktet Leptopternis och familjen gräshoppor. Inga underarter finns listade i Catalogue of Life.